# Polygala polyedra
Polygala polyedra là một loài thực vật có hoa trong họ Polygalaceae. Loài này được Brandegee miêu tả khoa học đầu tiên năm 1917.